# Алваро Мартин
Алваро Рафаел Мартин Уриол (шп. Álvaro Rafael Martín Uriol; Љерена, Покрајина Бадахоз, 18. јун 1994.) шпански је атлетичар, освајач златне медаље на Олимпијским играма 2024. у Паризу у мешовитој штафети у брзом ходању 2 х 20 км.

## Међународна такмичења
| Представљајући Шпанију | Представљајући Шпанију                | Представљајући Шпанију       | Представљајући Шпанију | Представљајући Шпанију     | Представљајући Шпанију |
| Година                 | Такмичење                             | Место                        | Пласман                | Дисциплина                 | Резултат               |
| ---------------------- | ------------------------------------- | ---------------------------- | ---------------------- | -------------------------- | ---------------------- |
| 2010                   | Олимпијске игре младих                | Сингапур                     | 9.                     | 10.000 м                   | 47:04                  |
| 2011                   | Светско првенство за млађе јуниоре    | Лил, Француска               | 8.                     | 10.000 м                   | 42:27                  |
| 2012                   | Светско првенство за јуниоре          | Барселона, Шпанија           | 5.                     | 10.000 м                   | 40:35                  |
| 2012                   | Олимпијске игре                       | Лондон, Уједињено Краљевство | —                      | 20 км                      | Одустао                |
| 2013                   | Европско првенство за јуниоре         | Ријети, Италија              | 3.                     | 10.000 м                   | 41:13                  |
| 2013                   | Светско првенство                     | Москва, Русија               | 24.                    | 20 км                      | 1:25:12                |
| 2014                   | Светски куп                           | Таицанг, Кина                | 19.                    | 20 км                      | 1:20:39                |
| 2014                   | Првенство Медитерана за млађе сениоре | Обањ, Француска              | 1.                     | 10.000 м                   | 42:50                  |
| 2014                   | Првенство Европе                      | Цирих, Швајцарска            | 6.                     | 20 км                      | 1:21:41                |
| 2015                   | Европско првенство за млађе сениоре   | Талин, Естонија              | 2.                     | 20 км                      | 1:24:51                |
| 2015                   | Светско првенство                     | Пекинг, Кина                 | 16.                    | 20 км                      | 1:22:04                |
| 2016                   | Светски куп                           | Рим, Италија                 | 3.                     | 20 км                      | 1:19:36                |
| 2016                   | Олимпијске игре                       | Рио де Жанеиро, Бразил       | 22.                    | 20 км                      | 1:22:11                |
| 2017                   | Светско првенство                     | Лондон, Уједињено Краљевство | 8.                     | 20 км                      | 1:19:41                |
| 2018                   | Светски куп                           | Таицанг, Кина                | 8.                     | 20 км                      | 1:23:22                |
| 2018                   | Првенство Европе                      | Берлин, Немачка              | 1.                     | 20 км                      | 1:20:42                |
| 2019                   | Светско првенство                     | Доха, Катар                  | 22.                    | 20 км                      | 1:33:20                |
| 2021                   | Олимпијске игре                       | Сапоро, Јапан                | 4.                     | 20 км                      | 1:21.46                |
| 2022                   | Светски куп                           | Маскат, Оман                 | 2.                     | 35 км                      | 2:36:54                |
| 2022                   | Иберо-Америчко првенство у атлетици   | Ла Нусија, Шпанија           | 1.                     | 10.000 м                   | 39:24.20               |
| 2022                   | Светско првенство                     | Јуџин, САД                   | 7.                     | 20 км                      | 1:20:19                |
| 2022                   | Првенство Европе                      | Минхен, Немачка              | 1.                     | 20 км                      | 1:19:11                |
| 2023                   | Светско првенство                     | Будимпешта, Мађарска         | 1.                     | 20 км                      | 1:17:32                |
| 2024                   | Олимпијске игре                       | Париз, Француска             | 3.                     | 20 км                      | 1:19:11                |
| 2024                   | Олимпијске игре                       | Париз, Француска             | 1.                     | Мешовита штафета 2 х 20 км | 2:50:31                |